# Iol·les de Bitínia
Iol·les (o Iolau; grec antic: Ἰόλλας, llatí: Iollas), va ser un escriptor grec de temes de medicina nascut a Bitínia i probablement contemporani d'Heraclides de Tarent o una mica anterior, al segle iii aC, segons que es dedueix de Dioscòrides.
També l'esmenten Diògenes Laerci, Apuleu Cels, Plini el Vell, Galè i Epifani. Les seves obres no s'han conservat, i no se sap res de la seva vida.